# Hultesjön, Östergötland
Hultesjön är en sjö i Motala kommun i Östergötland och ingår i Motala ströms huvudavrinningsområde.